# Atsuko Inaba
Atsuko Inaba (稲葉貴子?, Inaba Atsuko; Osaka, 13 marzo 1974) è un'attrice, cantante e ballerina giapponese che ha debuttato come membro del gruppo femminile J-pop Osaka Performance Doll, scioltosi nel 1997.
Solo più tardi, nel 1999, si unì al sottogruppo delle Hello! Project Taiyo to Ciscomoon, che sarebbe stato successivamente rinominato T&C Bomber, e che si sarebbe sciolto nel 2000. Atsuko funse da membro temporaneo in diversi sottogruppi delle Hello! Project, quali Aoiro 7, 7Air, H.P. All Stars e Puripuri Pink, però sempre come corista o ballerina, mai come cantante effettiva.

Il 30 ottobre 2009, è stata annunciata la conclusione del suo contratto con l'agenzia UpFront Agency, i dirigenti della quale hanno creato tutto il business dietro le Hello! Project,.

## Filmografia

### Serie televisive
| Titolo                                                                    | Data di inizio | Data di fine   | Canale   |
| ------------------------------------------------------------------------- | -------------- | -------------- | -------- |
| Game Catalogue 2 (ゲームカタログ2?)                                       | Aprile 1995    | Settembre 1995 | TV Asahi |
| Idol o Sagase! (アイドルをさがせ!?)                                       | Aprile 2001    | Marzo 2002     | TV Tokyo |
| Shin Bishōjo Nikki (新・美少女日記?)                                      | Ottobre 2001   | Dicembre 2001  | TV Tokyo |
| Oha Suta (おはスタ?)                                                      | November 2002  | Dicembre 2002  | TV Tokyo |
| Bishōjo Nikki II - "Little Hospital" (美少女日記III「リトルホスピタル」?) | Gennaio 2003   | Marzo 2003     | TV Tokyo |

### Radio
| Programma                                                                  | Data di inizio | Data di fine  | Stazione |
| -------------------------------------------------------------------------- | -------------- | ------------- | -------- |
| Ikinari Inaba Yoroshiku Yossī (いきなりイナバ★よろしくヨッスィー?)         | 6 aprile 2003  | 27 marzo 2004 | CBC      |
| TBC Fun Fīrudo Mōretsu Mōdasshu (TBC Funふぃーるど・モーレツモーダッシュ?) | 27 giugno 2005 | 8 luglio 2005 | TBC      |